# Montia angustifolia
Montia angustifolia är en källörtsväxtart som beskrevs av Peter B. Heenan. Montia angustifolia ingår i släktet källörter, och familjen källörtsväxter. Inga underarter finns listade i Catalogue of Life.